# Брюммер, Эдуард Владимирович
Эдуард Владимирович Брюммер (Бриммер) (нем. Eduard Alexander von Brümmer; 1797—1874) — русский военачальник, генерал от артиллерии (17.04.1866), герой русско-турецкой войны 1828-1829 гг., покорения Кавказа и Крымской войны.

## Биография
Родился 27 февраля 1797 года, происходил из старинного эстляндского дворянского рода и был сыном Павловского градоначальника действительного статского советника Карла-Вольдемара Брюммера  (1763—1803).
По окончании курса в 1-м кадетском корпусе, Брюммер был 1 июня 1815 года выпущен офицером в 9-ю артиллерийскую бригаду, с которой находился в походе во Францию до 1818 года. С 1822 года перешёл, по совету А. П. Ермолова, в Кавказскую артиллерийскую бригаду и участвовал в экспедиции в Кабарду и в ряде дел против горцев и персов.
В ходе русско-персидской войны 1826—1828 годов и русско-турецкой войны 1828—1829 годов Брюммер находился в отряде князя Эристова при занятии Тавриза, Эрзерума и осаде крепости Ахалцыха, где с четырьмя единорогами подошёл на близкую дистанцию к турецким укреплениям и меткими выстрелами способствовал скорейшему их взятию. За это был награждён 1 января 1829 года орденом Святого Георгия 4-й степени (№ 4250 по списку Григоровича — Степанова).
Из воспоминаний Э. В. Бриммера о взятии Тавриза в октябре 1827 г.:
Приближаясь к Тавризу, мы увидели сплошную массу народа, стоявшего версты на три от города, по обе стороны дороги, по которой медленно подъезжал к нам беглер-бей с огромной свитой. Преклоня голову, он передал ключи города отрядному начальнику князю Эристову. (...)  Князь, указав персиянину ехать подле себя, тронулся вперед - и началось церемониальным маршем торжественное шествие с музыкою и барабанным боем. Народ кланялся до земли, подымал руки то к небу, то к сердцу, кричал что-то про аллаха и справа и слева, при приближении князя Эристова, резал баранов, как жертвоприношение. Чуть ли не до ста штук было зарезано на этих двух верстах. Пройдя мимо дворца Аббас-Мирзы, называемого "Арк" и окруженного каменном стеною, мы расположились лагерем.
Отдохнув немного, я пошел с товарищем в город (...) Тут подошел ко мне Александр Сергеевич Грибоедов и, поздоровавшись, рассказал, что Эристов в восторженном настроении от взятия Тавриза, считает себя чуть ли не выше Цезаря и, разговаривая с ним, вдруг спросил:
— А что, брат, Паскевич будет доволен?
— Не знаю, - отвечал Грибоедов, - это еще посмотрим.
— Ничего, брат! Тавриз взял, шах-зада прогнал! А что, брат, как ты думаешь, что скажет Европа?

— Э, ваше сиятельство! Европа не Катерина Акакиевна (Полковница, вдова, жившая в Тифлисе и всегда игравшая с князем Эристовым в бостон; примечание Э. В. Бриммера), она мало заботится о Тавризе и кто его взял, - отвечал Грибоедов.
В 1831 году Бриммер был произведён в подполковники. В 1832 году он принял участие в горной экспедиции генералов барона Г. В. Розена и А. А. Вельяминова и, оставаясь в составе той же экспедиции, в 1835 году назначен командиром 20-й артиллерийской бригады и в следующем году получил чин полковника. В 1838 году Бриммера, по состоянию здоровья, по его прошению назначили командиром 7-й артиллерийской бригады, расположенной в малороссийских губерниях. Однако в 1844 году он был вынужден поехать для лечения за границу с увольнением от должности и до 1847 года состоял в распоряжении начальника артиллерии действующей армии в Варшаве.
23 марта 1847 года Бриммер был произведён в генерал-майоры. Вскоре он назначен командиром 1-й бригады 21-й пехотной дивизии и вновь принял участие в боевых действиях на Кавказе в отряде князя М. З. Аргутинского-Долгорукова при взятии аулов Гергебиля и Ахты. За это был награждён орденом Святого Станислава 1-й степени.
В 1848—1856 годах Брюммер являлся начальником артиллерии Отдельного Кавказского корпуса и 4 декабря 1853 года был произведён в генерал-лейтенанты.
В 1853 году во время похода против турок в Малой Азии Брюммер командовал артиллерией отряда генерала В. О. Бебутова, действия которой указал такими словами своего приказа: «Чтобы поближе познакомить с нами неприятеля, — действовать преимущественно с ближних дистанций». При Башкадыкларе, после подготовки атаки артиллерийским огнём, Брюммер двинул свои батареи на турецкие и овладел 22 орудиями, чем решил сражение в нашу пользу. Перед сражением при Курюк-Дара он отдал приказ: «Холодная стойкость в сильном огне, меткая стрельба и благородный порыв на картечный выстрел — вот служба артиллериста, коей он добывает честь своему оружию». И сам Брюммер явился лучшим выразителем этого своего идеала, подойдя в этом сражении к позициям турок под их убийственным огнём на 400, а затем 250 саженей; отсюда, поддерживая атакующую пехоту, он подехал на позицию в 60 саженей от турок и открыл огонь картечью. Главнокомандующий объявил в приказе, что победу этого дня доставила нам артиллерия, заменив меткою стрельбой малочисленность наших войск. 9 августа 1854 года Брюммеру был пожалован орден Святого Георгия 3-й степени (№ 483 по спискам Григоровича-Степанова и Судравского).
При обложении Карса главнокомандующий Н. Н. Муравьёв в последние минуты неудавшегося штурма передал Брюммеру общее командование войсками, и он вывел их с честью из труднейшего положения. После окончания Восточной войны Брюммер командовал корпусом на турецко-кавказской границе, был комендантом Новогеоргиевской крепости, а затем состоял в распоряжении генерал-фельдцейхмейстера.
В 1862 году он был назначен помощником командующего войсками Одесского военного округа и занимал эту должность до 17 апреля 1866 года, когда за отличие был произведён в генералы от артиллерии с зачислением в запасные войска по полевой пешей артиллерии, в которых состоял до конца жизни.
Умер 22 сентября 1874 года в Царском Селе и был похоронен в деревне Поповка близ Павловска под Санкт-Петербургом на местном лютеранском кладбище.

## Награды
- Орден Святой Анны 3-й степени с бантом (1828)
- Орден Святого Георгия 4-й степени за отличие при взятии Ахалциха (01.01.1829)
- Орден Святого Владимира 4-й степени с бантом (21.04.1829)
- Орден Святой Анны 2-й степени (29.05.1830)
- Орден Святого Станислава 2-й степени (27.07.1833)
- Императорская корона к ордену Святой Анны 2-й степени (28.05.1837)
- Орден Святого Владимира 3-й степени (29.05.1845)
- Орден Святого Станислава 1-й степени (10.08.1848)
- Орден Святой Анны 1-й степени (20.11.1850)
- Императорская корона к ордену Святой Анны 1-й степени (1852)
- Орден Святого Георгия 3-й степени за отличие в Кюрюк-Даринском сражении (09.08.1854)
- Орден Святого Владимира 2-й степени с мечами (26.08.1856)
- Орден Белого орла (1859)
- Орден Святого Александра Невского (16.05.1862)
- Алмазные знаки к ордену Святого Александра Невского (17.04.1865)

## Семья
Был женат на Дарье Морицовне Коцебу (1824–1891), дочери Маврикия Евстафьевича Коцебу.